# Cellulaire (roman)
Pour les articles homonymes, voir Cellulaire.
Cellulaire (titre original : Cell) est un roman d'horreur de Stephen King paru en 2006. Dans ce roman, un signal transmis via les téléphones portables transforme ses utilisateurs en fous furieux qui attaquent à vue les autres êtres humains. Le roman se veut être à la fois un hommage aux films de zombies (il est dédié à George Romero) et une charge contre l'utilisation massive des téléphones portables.

## Résumé
Clayton Riddell, un auteur de bandes dessinées sur le point de vendre son travail à un éditeur de Boston, se trouve pris en plein milieu d'une scène de démence totale quand, dans la rue autour de lui, des personnes utilisant un téléphone portable ou se trouvant à proximité deviennent brusquement des êtres sanguinaires massacrant tout être vivant se trouvant sur leur passage. Au milieu de tout ce chaos, Clayton rencontre deux autres survivants, Tom McCourt et Alice Maxwell, une adolescente dont la mère a été tuée sous ses yeux. Tous trois s'échappent de Boston et se mettent en route pour le Maine, où Clay espère retrouver son fils Johnny, dont il a quitté la mère. 
Au cours de leur périple, ils font diverses rencontres et réunissent peu à peu des informations sur le comportement des gens atteints par le phénomène, bientôt connu sous le nom d'« impulsion », et qu'ils surnomment « phonistes »  ou « siphonés ». Ceux-ci tendent à se regrouper en bandes, dont l'activité est uniquement diurne, et semblent développer entre eux un lien télépathique, alors qu'ils se rassemblent la nuit pour écouter en boucle des enregistrements de musique sirupeuse dans de vastes espaces découverts. Alors qu'ils sont dans le New Hampshire, ils arrivent dans une école militaire, la Gaiten Academy, et font la connaissance de ses deux seuls survivants, le directeur Charles Ardai et Jordan, un élève qui leur explique sa théorie selon laquelle l'impulsion est semblable à un virus informatique destiné à reprogrammer le comportement des êtres humains.       
À l'aide de camions-citernes remplis de propane qu'ils font exploser, tous les cinq massacrent pendant la nuit tout un troupeau de « phonistes » qui se reposent mais les autres troupeaux, qui semblent de plus en plus organisés et qui ont été informés de leur acte par leur lien télépathique, se livrent à des représailles sanglantes sur d'autres humains non contaminés. Par l'intermédiaire d'un « phoniste » surnommé « le Dépenaillé », ils obligent ensuite le petit groupe à se rendre dans un lieu-dit du Maine appelé Kashwak, et poussent Ardai au suicide par leurs pouvoirs psychiques. « Le Dépenaillé » marque les membres du groupe comme intouchables pour les autres et, quand Alice est tuée par d'autres survivants, il se livre sur eux à une horrible vengeance. En arrivant à la ville où réside son ex-femme, Clay apprend qu'elle s'est transformée mais que son fils est également en route pour Kashwak, où les « phonistes » semblent vouloir rassembler tous les humains normaux. Clay, Tom et Jordan rencontrent un autre groupe de survivants obligés de se rendre à Kashwak et l'un d'eux, Ray Huizenga, avant de se suicider, remet à Clay un téléphone portable et un numéro de téléphone, en lui enjoignant d'en faire bon usage. 
Le groupe arrive finalement à Kashwak, où les « phonistes » les enferment dans le but de les sacrifier le lendemain, même si un nombre croissant d'entre eux ont un comportement de plus en plus erratique et se séparent des troupeaux. Pendant la nuit, Clay comprend que Ray a piégé avec des explosifs le mini-bus par lequel ils sont arrivés et que le portable qu'il lui a donné sert de détonateur. Jordan réussit à s'échapper et à installer le mini-bus au milieu du terrain où les « phonistes » se reposent durant la nuit. Clay fait exploser le mini-bus, tuant ainsi un grand nombre de « phonistes », dont « le Dépenaillé », et, après s'être échappé en compagnie de Tom, Jordan et de deux autres survivants, part à la recherche de son fils. Il finit par le trouver mais Johnny est devenu un « phoniste ». Après plusieurs jours passés avec lui, Clay décide, en désespoir de cause, d'expérimenter une autre théorie de Jordan selon laquelle soumettre une seconde fois un « phoniste » à l'impulsion peut lui rendre son état normal, comme si ses données étaient rebootées. Le roman se termine alors que Clay, entre crainte et espoir, compose un numéro et place un téléphone portable sur l'oreille de son fils.

## Genèse du roman
L'idée de base du roman est venue à Stephen King alors qu'il était à New York et qu'il a vu un homme en costume s'approcher de lui en paraissant se parler tout seul, ce qu'il a trouvé inquiétant. Quand il est arrivé plus près, King s'est rendu compte que l'homme portait en fait une oreillette et était en communication téléphonique mais l'idée de cet homme d'affaires qui semblait totalement déconnecté de la réalité a donné la base de Cellulaire. King a commencé à écrire le livre le 30 décembre 2004 et l'a terminé le 17 octobre 2005. Lors d'une vente aux enchères à but caritatif sur eBay, Pam Alexander a donné 25 000 $ pour que l'un des personnages secondaires du roman porte le nom de son frère, Ray Huizenga, un fan de longue date des livres de King.
Après la publication du roman, Stephen King a reçu tellement de messages de lecteurs qui considéraient la fin comme inaboutie qu'il s'est senti tenu de poster sur son site officiel une réponse donnant sa propre explication de la fin.

## Accueil
Le roman est resté dix semaines (dont trois à la première place) sur la New York Times Best Seller list, y apparaissant directement à la première place le 12 février 2006. Le Publishers Weekly le classe à la huitième place des meilleures ventes de romans aux États-Unis en 2006.
Pour Erica Noonan, du Boston Globe, ce roman marque le retour à l'horreur de King et rappelle Le Fléau par son côté post-apocalyptique mais sans avoir sa profondeur malgré un début prometteur. Janet Maslin, du New York Times, estime que King dresse un sombre tableau de la nature humaine et que le roman débute et se termine sur de bonnes bases malgré quelques longueurs au milieu du récit. Pour Carol Memmott, de USA Today, le roman est empli de descriptions dignes du cinéma gore mais dépasse ce cadre par sa dimension technophobe et un rappel dérangeant selon lequel le monde peut facilement être réduit à une situation de face-à-face entre deux camps opposés.
Martin-Pierre Baudry, dans son article pour le site web Chronic'art, évoque « une formidable petite série B, ultra rapide, classique et diaboliquement efficace ». Pour Baptiste Liger, de L'Express, le roman « sous ses apparences de thriller, cache un livre engagé » et « décrit une Amérique matérialiste en proie au chaos, dont la destruction provient justement de son quotidien et de ses symboles consuméristes apparemment innocents ». Jean-Marie Wynants, du Soir, parle quant à lui de « récit sombre et gore à souhait » et d'une « métaphore terrifiante de notre monde guidé par les comportements de masse et les médias audiovisuels ». Dans son livre, La Zombification du monde, Thomas Michaud trouve le scénario de King intéressant car « il ne critique pas les téléphones portables par mépris pour le progrès technique » mais « envisage les dérives possibles liées à l'utilisation de ces engins qui peuvent causer la démence ». Claude Ecken, de Bifrost, estime que le roman est « singulièrement inabouti » malgré « un sentiment d'oppression ponctué de fortes scènes d'action ».

## Adaptation cinématographique
Le 31 octobre 2012, une adaptation cinématographique de Cellulaire est annoncée ; Stephen King en a écrit le scénario en compagnie de Adam Alleca, le film sera produit par Richard Saperstein et John Cusack en aura le rôle principal. Le 5 novembre 2013, la signature de Samuel L. Jackson est annoncée pour jouer le rôle de Tom McCourt. Le film est tourné en 2014 et, après plusieurs reports, sa sortie est annoncée pour le 8 juillet 2016.